# سميح رفعت بك الخروسجي
سامح رفعت بك الخروسجي (بالتركية: Samih Yalnızgil)‏ (ولدَ في 1875، إسطنبول - توفي في 4 ديسمبر 1932) هو سياسي عثماني، تولى منصب عضو البرلمان التركي.

## مناصبه
تولى المناصب التالية:
- عضو في البرلمان التركي (11 أغسطس 1923–2 أغسطس 1927)
- عضو في البرلمان التركي (2 أغسطس 1927–26 مارس 1931)
- عضو في البرلمان التركي (4 مايو 1931–4 ديسمبر 1932)